# Henricho Bruintjies
Henricho Bruintjies (Paarl, 16 luglio 1993) è un velocista sudafricano.

## Biografia
Ha rappresentato il Sudafrica ai Giochi olimpici di Rio de Janeiro 2016.
Ai Giochi del Commonwealth di Gold Coast 2018 ha vinto la medaglia d'argento nei 100 m piani e nella staffetta 4×100 m con i connazionali Emile Erasmus, Anaso Jobodwana e Akani Simbine.

## Palmarès
| Anno | Manifestazione          | Sede           | Evento      | Risultato  | Prestazione | Note                  |
| ---- | ----------------------- | -------------- | ----------- | ---------- | ----------- | --------------------- |
| 2013 | Universiadi             | Kazan'         | 4×100 m     | 7º         | 45"82       |                       |
| 2014 | Giochi del Commonwealth | Glasgow        | 4×100 m     | 4º         | 38"35       |                       |
| 2014 | Campionati africani     | Marrakech      | 100 m piani | Semifinale | 10"44       |                       |
| 2014 | Campionati africani     | Marrakech      | 4×100 m     | Batteria   | dq          |                       |
| 2015 | Mondiali                | Pechino        | 100 m piani | Semifinale | 10"21       |                       |
| 2015 | Mondiali                | Pechino        | 4×100 m     | Batteria   | dnf         |                       |
| 2016 | Giochi olimpici         | Rio de Janeiro | 100 m piani | Batteria   | 10"33       |                       |
| 2018 | Giochi del Commonwealth | Gold Coast     | 100 m piani | Argento    | 10"17       |                       |
| 2018 | Giochi del Commonwealth | Gold Coast     | 4×100 m     | Argento    | 38"24       | Record nazionale      |
| 2018 | Campionati africani     | Asaba          | 4×100 m     | Oro        | 38"25       | Record dei campionati |
| 2019 | Giochi panafricani      | Rabat          | 100 m piani | Semifinale | 10"43       |                       |
| 2019 | Giochi panafricani      | Rabat          | 4×100 m     | Bronzo     | 38"80       |                       |
| 2022 | Campionati africani     | Saint-Pierre   | 100 m piani | Bronzo     | 10"01       | w                     |
| 2022 | Campionati africani     | Saint-Pierre   | 4×100 m     | Argento    | 39"79       | [ 1 ]                 |
| 2022 | Mondiali                | Eugene         | 4×100 m     | 6º         | 38"10       | [ 2 ]                 |